# Osmia karooensis
Osmia karooensis là một loài Hymenoptera trong họ Megachilidae. Loài này được Brauns mô tả khoa học năm 1926.